# Aruna

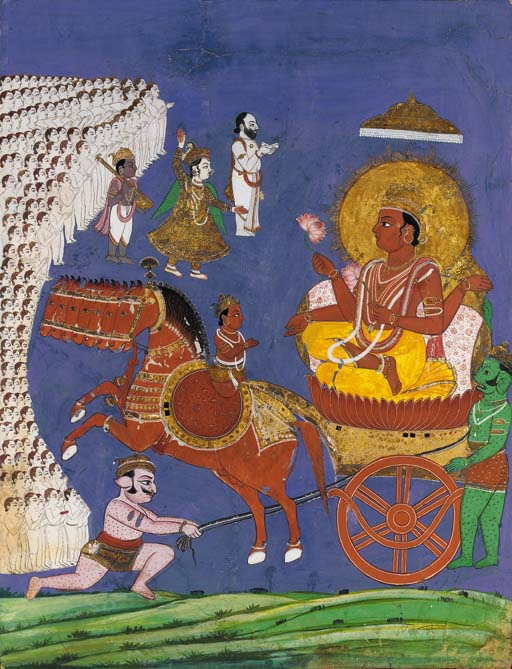
Aruna

Aruna of Arun is in de Indiase mythologie de wagenmenner van de zon, meer bepaald de opkomende zon. Aruna of Arun verwijst naar de roodheid van de opkomende zon die spirituele kracht zou uitstralen. Men beschouwt Aruna of Arun als een kreupele (zonder lenden). De letterlijke betekenis van aruna of arun is in het Sanskriet "de roodachtige".
Aruna ment de wagen van de Aditya Surya, de zonnegod en wordt afgebeeld, al zittend zonder benen.
Aruna of Arun is eveneens in de Hettitische mythologie de god van de zee. Hij was daar de zoon van Kamrusepa.

## Mythen
Volgens de zonnemythe uit het Hindoeïsme was Vinata een van de vrouwen van de rishi genaamd Kashyapa. Zij baarde hem twee zonen, namelijk Aruna en Garuda. Zij werden geboren in de vorm van eieren. In feite had zij drie eieren voortgebracht, maar in haar ongedurige haast om ze te grijpen had ze er een gebroken. Uit dat gebroken ei schoot een lichtflits. Toen zij de schaal van het tweede ei openbrak, kwam daar Aruna uit tevoorschijn, stralend rood als de ochtendzon. Maar omdat het ei wat te vroeg was gebroken, had Aruna nog geen voeten. Aruna sprak een vloek over zijn moeder uit: ze zou de slavin van haar zuster Kadru worden tot ze door Aruna's broer zou worden verlost. Als Garoeda het levenselixer naar zijn neven, de naga's (slangen), brengt, laten ze zijn moeder gaan. Nog voor de slangen er van kunnen drinken neemt Indra, de koning van de goden (deva's) de Somadrank weer mee naar de hemel (swarga), waar Garoeda haar vandaan had weten te halen.

## Naam
Aruna is een moderne jongens- en meisjesnaam die vooral gebruikt wordt in de continenten Afrika en Azië.